# Todesfall Achidi John

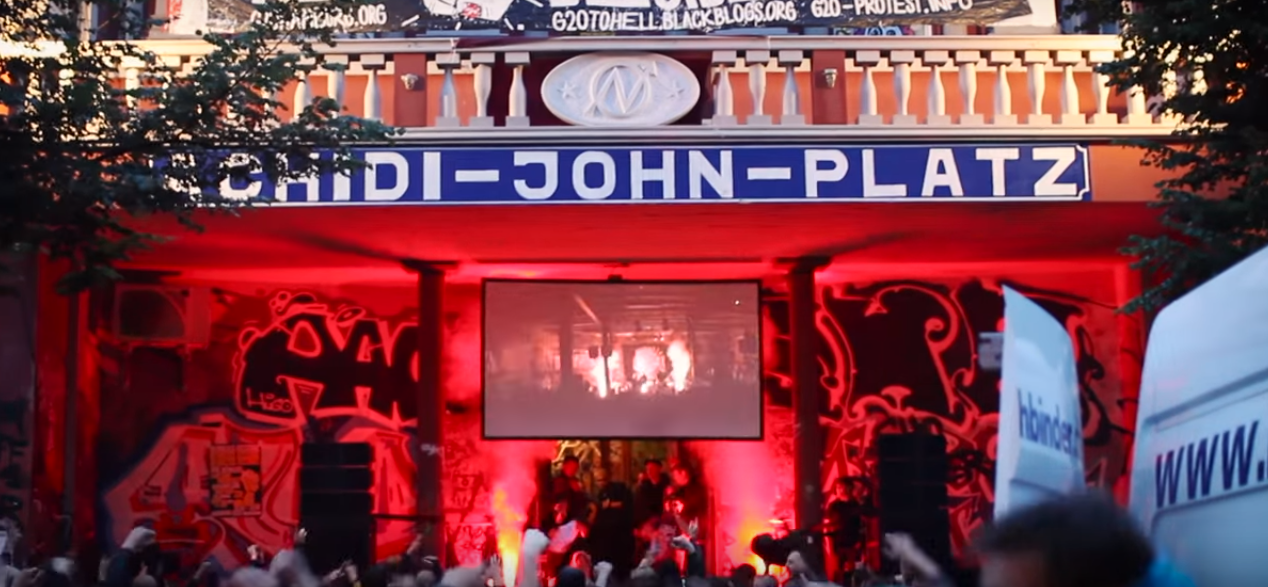
Inoffizielles Schild des Achidi-John-Platzes an der Roten Flora

Der Todesfall Achidi John ereignete sich am 12. Dezember 2001 in Hamburg. John starb an dem Zusammenwirken mehrerer Faktoren: der Einnahme von Kokain, dem Stress im Zusammenhang mit einer zwangsweisen Brechmittelvergabe und einem schweren Herzfehler. Vier Tage zuvor war John zwangsweise ein Brechmittel verabreicht worden, um Beweismittel für den Verdacht des Drogenhandels gegen ihn zu sichern. Der Fall führte zur Beendigung der Praxis in Berlin und Niedersachsen. 

## Vorgeschichte
Im Juli 2000 stellte der Nigerianer Michael Paul Nwabuisi in Jena Antrag auf Asyl in der Bundesrepublik Deutschland. Dabei gab er sich als kamerunischer Staatsangehöriger mit dem Namen „Achidi John“, geboren am 6. Januar 1982, aus. Die Behörden wiesen John im September 2000 eine Gemeinschaftsunterkunft in Ellrich zu. Im Asylverfahren gab John unter anderem an, dass ihm in Kamerun der Tod als Menschenopfer gedroht habe und er bei seiner Flucht auf einem Schiff direkt nach Hamburg gekommen sei. Im Januar 2001 wurde der Asylantrag als unbegründet abgelehnt, da die von John gemachten Angaben nicht bestätigt werden konnten.
In der folgenden Zeit wurde John fünf Mal von der Hamburger Polizei wegen mutmaßlichen Drogenhandels festgenommen; da ihm der Handel aber nicht nachgewiesen werden konnte, kam er jeweils wieder frei.

## Umstände des Todes
Am Morgen des 8. Dezember 2001 wurde der 19-Jährige von Zivilfahndern im Stadtteil St. Georg festgenommen „wegen des Verdachts des Drogenhandels […] und sogleich in die Rechtsmedizin des Universitätskrankenhauses Eppendorf (UKE) gefahren“. Er wehrte sich heftig gegen die Einführung einer Magensonde zur Einführung des Brechmittels Ipecacuanha, woraufhin er fixiert wurde. John wurde das Mittel dann „zwangsweise durch einen Schlauch in der Nase eingeflößt“. „Eine Anästhesistin für den Notfall wurde nicht zu Hilfe gerufen.“ Danach „fiel er zu Boden“, „die Gesichtsfarbe habe sich verändert, Atmung und Puls hätten ausgesetzt.“ Die Ärztin ging zunächst davon aus, dass er simulieren würde. Als eine Medizinstudentin den fehlenden Puls bemerkte, wurden Notärzte gerufen. Nach dreizehn Minuten trafen zwei Notärzteteams ein und reanimierten John. John starb nach dreitägigem Koma am 12. Dezember 2001.
Auf der Intensivstation wurden John 41 Kugeln Crack und Kokain aus dem Magen-Darm-Trakt entfernt. Bei der Obduktion fanden sich in seinem Darm vier weitere Kugeln Rauschgift.
Die Obduktion von John wurde am 13. Dezember 2001 von dem Rechtsmedizinischen Institut der Freien Universität Berlin vorgenommen. Gemäß Obduktionsbericht führte eine Kombination von einem schweren Herzfehler, der Einnahme von Kokain sowie dem Stress der Brechmittelvergabe zum Tod von John.

## Reaktionen

### Politik
Auf politischer Ebene führte der Fall zu einem Stopp der Verabreichung von Brechmitteln in Berlin und Niedersachsen. In Bremen beantragten die Grünen, die Praxis des Brechmitteleinsatzes zu beenden. Der Antrag wurde abgelehnt. Bremen stoppte den Brechmitteleinsatz 2005 nach dem ähnlich gelagerten Todesfall Laya-Alama Condé. Im Gedenken an den Fall wird der Platz vor der Roten Flora in der linken Szene auch Achidi-John-Platz genannt.

### Justiz
Das Bundesverfassungsgericht gab einen Tag nach dem Tod von John eine Pressemitteilung heraus. Darin wurde darauf hingewiesen, dass es bis zu diesem Zeitpunkt noch keine Entscheidung über die Vereinbarkeit einer Verabreichung von sogenannten Brechmitteln mit der Verfassung gegeben habe. Es sei hierzu lediglich im Jahre 1999 eine Verfassungsbeschwerde wegen des Grundsatzes der Subsidiarität nicht zur Entscheidung angenommen worden. Dabei sei festgestellt worden, dass „ein Brechmitteleinsatz […] in Hinblick auf die Menschenwürde […] und die Selbstbelastungsfreiheit […] keinen grundsätzlichen verfassungsrechtlichen Bedenken [begegne]“. Eine Beurteilung im Hinblick auf den „Schutz der körperlichen Unversehrtheit […] und auf die Verhältnismäßigkeit des Eingriffs“ sei dabei nicht vorgenommen worden. Der zwangsweise Einsatz von Brechmitteln zur Sicherung von verschluckten Drogen war 2001 vom damaligen rot-grünen Senat in Hamburg eingeführt worden. Wenige Tage vor dem Tod Johns wurden von der Koalition aus CDU, FDP und der Partei Rechtsstaatlicher Offensive die Anforderungen für einen Einsatz von Brechmitteln deutlich abgesenkt.
2006 wurde Deutschland aufgrund des Einsatzes von Brechmitteln wegen des Verstoßes gegen das Verbot von Folter und menschenunwürdiger Behandlung vom Europäischen Gerichtshof für Menschenrechte in einem anderen Fall zu einem Schmerzensgeld von 10 000 Euro verurteilt.
Die Staatsanwaltschaft stellte ein Vorermittlungsverfahren gegen die am Brechmitteleinsatz Beteiligten im Juni 2002 ein. Ein anschließendes Klageerzwingungsverfahren des Vaters von Achidi John wurde vom Hanseatischen Oberlandesgericht im Juli 2003 abgelehnt, da der Vater den Antrag nicht formgerecht gestellt hatte.